# ゲーム・ナイト
『ゲーム・ナイト』（原題:Game Night）は2018年のアメリカ合衆国のコメディ映画。監督はジョン・フランシス・デイリーとジョナサン・ゴールドスタイン、主演はジェイソン・ベイトマンとレイチェル・マクアダムスが務めた。本作は日本国内で劇場公開されなかったが、iTunesで配信されている。

## ストーリー
マックスとアニーはゲーム愛好家であり、2人が結婚に至ったのもゲーマーという共通点があったからである。2人は子供をもうけようとしていたが、マックスのコンプレックスに起因するストレスが原因で上手く行かなかった。マックスは優秀な兄のブルックスと自分を比較して、自分の不甲斐なさに打ちひしがれていたのである。そんなマックスではあったが、週に1回のゲームの日は楽しみにしていた。週末に自宅で友人たち（ライアン、ケヴィン、ミシェル）とゲームに興じる日だけは、自分が抱える劣等感を忘れることができたのである。ところが、あるゲームの日にブルックスが突然マックスを訪ねに来た。ブルックスの愛車であるシボレー・コルベットは、マックスが子供の頃から憧れていた車であり、それを兄が乗りこなす姿を見て、マックスは不愉快な気分になった。しかも、ブルックスはジェスチャーゲームの最中にマックスの子供時代の失敗談を暴露してきた。夫をさらし者にされたアニーも憤慨しており、翌週の集まりでブルックスを打ち負かすと決心した。マックスとアニーの怒りに気が付かないまま、ブルックスは「次の集まりは僕の借りている家でやりましょう」と提案するのだった。
翌週の集まりにはサラも参加することになった。一同はロールプレイングゲームをやることになったのだが、ブルックスは「このゲームの勝者にはシボレーを差し上げます」と宣言した。FBI捜査官を演じる俳優がゲームの設定を教えていると、そこに覆面の男たちが現れ、俳優とブルックスを襲撃した。一同は「これは凝ったゲームだなあ」などと感心していたが、男たちは本物の犯罪者であった。ブルックスが家から連れ出された後、参加者たちは推理を開始した。ケヴィンとミシェルはフェアプレーに徹していたが、先週の雪辱を果たしたいマックスとアニーは携帯電話のGPS機能を駆使してブルックスの居場所を突き止めた。ライアンとサラはそんな2人の後をこっそりつけるのだった。
裏通りのバーでブルックスを発見したマックスとアニーは戦闘に巻き込まれたが、近くにあった銃を使って見事撃退し、クローゼットに閉じ込められていたブルックスを救出した。アニーが銃をいじっていると、それが暴発しマックスの腕に当たった。ここに至って、2人は自分たちが本物の犯罪に巻き込まれたことを自覚した。順風満帆な人生を送っているように見えたブルックスだったが、実はブラックマーケットで芸術品の売買に携わっていたのである。インペリアル・イースター・エッグの売買を担当したばかりに、「ブルガリア人の男」として知られる大物に目を付けられてしまったのだという。無関係なマックスとアニーを逃がすべく、ブルックスは「ブルガリア人の男」に投降した。
もはやゲームではないことを承知の上で、6人はブルックスの救出に挑む決断を下した。

## キャスト
- マックス・デイヴィス: ジェイソン・ベイトマン - ゲーム愛好家。
- アニー・デイヴィス: レイチェル・マクアダムス - マックスの妻。ゲーム愛好家。
- ブルックス・デイヴィス: カイル・チャンドラー - マックスの兄。
- ライアン・ハドル: ビリー・マグヌッセン - マックスとアニーの友人の1人。おバカ。
- サラ・ダーシー: シャロン・ホーガン（英語版） - ライアンの同僚のアイルランド人女性。
- ケヴィン・スターリング: ラモーネ・モリス - マックスとアニーの友人の1人。
- ミシェル・スターリング: カイリー・バンバリー（英語版） - ケヴィンの妻。
- ゲイリー・キングスバリー: ジェシー・プレモンス - マックスとアニーの隣人の不気味な警察官。妻に逃げられ自宅でも制服を着ている
- ブルガリア人の男: マイケル・C・ホール - ギャングのボス。
- ロン・ヘンダーソン；ジェフリー・ライト - FBI捜査官役
- ドナルド・アンダートン: ダニー・ヒューストン - ブルックスが「インペリアル・イースター・エッグ」を売った金持ち。
- グレンダ: チェルシー・ペレッティ - ゲーム請負会社の女性。
- ビル: マイケル・シリル・クレイトン
- カーター: ジョン・フランシス・デイリー
- ダン: ジョナサン・ゴールドスタイン（英語版）

## 製作
2016年5月24日、ニュー・ライン・シネマが新作コメディ映画の監督にジョナサン・ゴールドスタインとジョン・フランシス・デイリーを起用したと報じられた。2017年1月、ジェイソン・ベイトマン、レイチェル・マクアダムス、ジェシー・プレモンスの出演が決まった。2月16日、カイリー・バンバリーが本作に出演することになったとの報道があった。3月にはラモーネ・モリス、カイル・チャンドラー、ビリー・マグヌッセン、シャロン・ホーガンらのキャスト入りが発表された。4月4日、ジェフリー・ライトが本作に出演すると報じられた。
本作の主要撮影は2017年4月上旬にジョージア州のアトランタで始まった。

## 公開
本作は2018年2月14日に全米公開される予定だったが、後に公開日は同年2月23日に延期されることとなった。

## 興行収入
本作は『アナイアレイション -全滅領域-』及び『エブリデイ』と同じ週に公開され、公開初週末に1700万ドル前後を稼ぎ出すと予想されていたが、その予想は的中した。2018年2月23日、本作は全米3488館で公開され、公開初週末に1700万ドルを稼ぎ出し、週末興行収入ランキング初登場2位となった。

## 評価
本作は批評家から高く評価されている。映画批評集積サイトのRotten Tomatoesには111件のレビューがあり、批評家支持率は80%、平均点は10点満点で6.8点となっている。サイト側による批評家の見解の要約は「ダーク・コメディ調の脚本は予期せぬ展開もある秀逸なものだったが、設定が詰め込みすぎだという感があった。しかし、才能のある俳優たちがそれを解きほぐしてくれたお陰で、『ゲーム・ナイト』は本来よりも面白いものになったかもしれない。」となっている。また、Metacriticには35件のレビューがあり、加重平均値は66/100となっている。なお、本作のCinemaScoreはB+となっている。